# Margretheholms Bro
Margretheholms Bro er en enkeltfløjet klapbro på Jordtransportvej mellem Margretheholm og Refshaleøen i Københavns Havn. Den gik i drift den 29. juni 2023. Klapbroen spænder over indsejlingen til Margreteholm lystbådehavn. Gennemsejlingsbredden er 12 meter mellem ledeværker. Broens funktion er at servicere trafikken til Lynetteholmen i løbet af normal arbejdstid på hverdage. Uden for arbejdstid, i weekender og ferie står broen åben for passage af lystbåde.  Broen betjenes af en operatør fra teknikhuset som består af 2 containere, placeret oven på hinanden. Facaden er beklædt med rustet stål.